# Ramaria pseudobotrytis
Ramaria pseudobotrytis är en svampart som beskrevs av M.P. Christ. 1968. Ramaria pseudobotrytis ingår i släktet Ramaria och familjen Gomphaceae.   Inga underarter finns listade i Catalogue of Life.